# Бор у Скутечу
Бор у Скутечу (чеш. Bor u Skutče) је насељено мјесто са административним статусом сеоске општине (чеш. obec) у округу Хрудим, у Пардубичком крају, Чешка Република.

## Становништво
Према подацима о броју становника из 2014. године насеље је имало 146 становника.